# Halloween (pel·lícula de 2007)
Halloween és una pel·lícula slasher nord-americana de 2007 escrita, dirigida i produïda per Rob Zombie. La pel·lícula és un remake de la pel·lícula de terror de 1978 del mateix nom i la novena entrega de la franquícia de Halloween. És protagonitzada per Tyler Mane com l'adult Michael Myers, Malcolm McDowell com el doctor Sam Loomis, Scout Taylor-Compton com Laurie Strode i Daeg Faerch com el jove Michael Myers. La "reimaginació" de Rob Zombie segueix la premissa de l'original de John Carpenter, amb Michael Myers perseguint Laurie Strode i els seus amics la nit de Halloween. Ha estat doblada al català.

## Sinopsi
Després d'estar tancat durant 17 anys en un psiquiàtric, Michael Myers, un home ja adult, aconsegueix escapar-se i tornar a Haddonfield per buscar la seva germana.

## Repartiment
- Malcolm McDowell com a Dr. Samuel Loomis
- Brad Dourif com a Sheriff Leigh Brackett
- Tyler Mane com a Michael Myers
  - Daeg Faerch com a Michael Myers (10 anys)
- Sheri Moon Zombie com a Deborah Myers
- William Forsythe com a Ronnie White
- Richard Lynch com el director Chambers
- Udo Kier com a Morgan Walker
- Clint Howard com el doctor Koplensen
- Danny Trejo com a Ismael Cruz
- Lew Temple com a Noel Kluggs
- Tom Towles com a Larry Redgrave
- Bill Moseley com a Zach "Z-Man" Garrett